# تیلودونتیا
تیلودونتیا (به لاتین: Tillodontia) زیررده‌ای منقرض‌شده از پستانداران هوددان است که از پالئوسن پیشین تا ائوسن پسین چین، پالئوسن پسین تا ائوسن میانی در آمریکای شمالی شناخته شده است، جایی که آنها حداکثر تنوع گونه‌ای خود را نشان می‌دهند، ائوسن میانی پاکستان و ائوسن پیشین اروپا. آنها بدون اینکه نسلی از خود به جا بگذارند، بیشترین ارتباط را با همه‌دندانان، گروه دیگر منقرض‌شده، دارند. تیلودونت‌ها جانورانی با جثهٔ متوسط تا بزرگ بودند که احتمالاً از ریشه‌ها و غده‌ها در زیستگاه‌های معتدله تا نیمه‌گرمسیری تغذیه می‌کنند.